# نيلة زرقاء
نيلة زرقاء أو نيل أو ليلك أو ليلج أو ليلنج أو نيلج أو طين أخضر أو وسمة أو ورق النيل أو انديقون أو خطر أو حنامجون أو سدوس أو نجمة أو حب العجب أو حب النيلج (الاسم العلمي: Indigofera  tinctoria)، هو نبات ينتمي إلى فوليات (فصيلة: Fabales). 